# Góry Północnoaliczurskie
Góry Północnoaliczurskie (Bazardara; tadż.: қаторкӯҳи Аличури Шимоли, katorkuhi Aliczuri Szimoli; ros.: Северо-Аличурский хребет, Siewiero-Aliczurskij chriebiet) – pasmo górskie w Pamirze, w Tadżykistanie, między rzeką Aliczur i jeziorem Jaszilkul na południu a rzeką Murgab i Jeziorem Sareskim na północy. Stanowi wschodnie przedłużenie gór Ruszon. Rozciąga się na długości ok. 130 km. Najwyższy szczyt osiąga wysokość 5929 m n.p.m. Pasmo zbudowane z granitoidów, łupków ilastych i metamorficznych, piaskowców oraz wapieni. Występują lodowce górskie i chłodne pustynie wysokogórskie. Dominuje krajobraz wysokogórski z piargami. Niższe partie skąpo porośnięte, głównie przez rośliny poduszkowe.